# GOSU (jeu de cartes)
GOSU est un jeu de société créé par Kim Satô en 2010, illustré par Bertrand Benoit, Romain Gaschet et Ian Parovel et édité par Moonster Games.
Ce jeu de carte permet de jouer 5 Peuples de Gobelins répartis sur 100 cartes. Le joueur va créer une armée de gobelins qui va lutter contre les armées des autres joueurs pour asseoir sa domination durant des grandes batailles. Après trois grandes batailles gagnées le joueur est déclaré vainqueur. Il existe trois niveaux différents de gobelin, les Bakuto (niveau 1), les Héros (niveau 2) et les Ozekis (niveau 3). Plus le niveau du gobelin est élevé moins il en existe.

## Principe de jeu
Le jeu fait appel à un système de combinaisons de pose de gobelins pour activer un maximum d'effet. Chaque gobelin a un effet qui s'active de différentes manières (principalement : par arrivée en jeu, par mutation ou par la dépense de jetons d'activation). L'armée du joueur est disposée selon des lignes de 5 gobelins maximums, la première ligne est formée de gobelins de niveau "Bokuto", d'une valeur militaire de 2, la seconde de gobelins de niveau "Héros", d'une valeur militaire de 3, et la troisième et dernière ligne est composée de gobelins de niveau "Ozeki", d'une valeur militaire de 5. Cependant il ne peut pas y avoir plus de gobelins à un niveau qu'au niveau inférieur. De plus, pour poser une carte d'un peuple d'un niveau "Héro" ou "Ozeki", il faut qu'au moins une carte du même peuple soit présente à chaque niveau inférieur.
Au début de la partie, chaque joueur va recevoir deux jetons d'activation, ainsi que 7 cartes. Le jeu se divise ensuite en plusieurs rondes de jeu, au début desquelles les joueurs récupèrent leurs jetons d'activation dépensés. Aucune pioche de carte n'est effectuée entre chaque ronde, celle-ci est entièrement dépendante de l'effet des cartes jouées. Chaque ronde dure jusqu'à ce que l'ensemble des joueurs est passé et se termine par une "Grande Bataille". À l'issue de chaque "Grande Bataille", le joueur ayant la plus grande valeur militaire totale va remporter un point de victoire. Le joueur arrivant, à la fin d'une ronde, au nombre de trois points de victoire gagne la partie. Certaines cartes peuvent rajouter des possibilités de victoires supplémentaires.

## Peuples de GOSU
- Sombres gobelins
- Gobelins de feu
- Méka-gobelins
- Gobelin alpha
- Anciens gobans

## Extension
L'extension Kamakor pour le jeu GOSU est sortie en 2011, elle rajoute cinq nouveaux peuples : 4 peuples Gobelins et 1 peuple de l'Arbre Monde. L'extension rajoute de plus différents pouvoirs comme "Délivrer" et le "Shadow Jump".

## Peuples de Kamakor
- Gobelin de l'ombre
- Gobelin dragoon
- Gobelin kobuke
- Gobelin warmachine
- Shibuke